# Unione Sportiva Livorno 1941-1942
Questa voce raccoglie le informazioni riguardanti l'Unione Sportiva Livorno nelle competizioni ufficiali della stagione 1941-1942.

## Stagione
Nella stagione 1941-1942 il Livorno disputa l'ottavo campionato di Serie A, per i labronici un campionato in salita, sempre in lotta per non retrocedere, nel finale di campionato la lotta per la salvezza si fa serrata coinvolgendo squadre blasonate come Ambrosiana-Inter, Napoli e Fiorentina. Alla penultima giornata giunge la sconfitta interna con la Roma ed il Livorno si ritrova penultimo in classifica scavalcato dal Napoli. Sembra finita, ma arriva il colpo di scena finale che restituisce il sorriso agli amaranto, la vittoria di Milano con il Milan e la contemporanea disfatta partenopea a Genova. Allora si può gioire, con il Modena retrocede il Napoli. Lo scudetto tricolore è conquistato dalla Roma, che vince il campionato con tre punti di vantaggio sul Torino.

## Divise
| Prima divisa |

## Organigramma societario
Area direttiva
- Presidente: Bruno Baiocchi

Area tecnica
- Allenatore: József Viola

## Rosa
| N. |                   | Ruolo | Calciatore               |
| -- | ----------------- | ----- | ------------------------ |
|    | Italia (bandiera) | P     | Ascanio Assirelli        |
|    | Italia (bandiera) | P     | Porthus Silingardi       |
|    | Italia (bandiera) | D     | Ambrogio Alfonso         |
|    | Italia (bandiera) | D     | Rodolfo Bonaccorsi (I)   |
|    | Italia (bandiera) | D     | Fabio Del Bianco         |
|    | Italia (bandiera) | D     | Pietro Del Buono         |
|    | Italia (bandiera) | C     | Marcello Bonaccorsi (II) |
|    | Italia (bandiera) | C     | Ostilio Capaccioli       |
|    | Italia (bandiera) | C     | Josè Paolinelli          |
|    | Italia (bandiera) | C     | Bruno Rossi              |
|    | Italia (bandiera) | C     | Leonetto Spagnoli        |
|    | Italia (bandiera) | C     | Renato Tori              |

| N. |                   | Ruolo | Calciatore         |
| -- | ----------------- | ----- | ------------------ |
|    | Italia (bandiera) | C     | Teresio Traversa   |
|    | Italia (bandiera) | A     | Sergio Angelini    |
|    | Italia (bandiera) | A     | Angelo Cattaneo    |
|    | Italia (bandiera) | A     | Silvano Grassi     |
|    | Italia (bandiera) | A     | Carlo Guarnieri    |
|    | Italia (bandiera) | A     | Mario Magrini      |
|    | Italia (bandiera) | A     | Danilo Michelini   |
|    | Italia (bandiera) | A     | Teresio Piana      |
|    | Italia (bandiera) | A     | Mario Stua         |
|    | Italia (bandiera) | A     | Vinicio Viani (II) |
|    | Italia (bandiera) | A     | Mario Zidarich (I) |

## Risultati

### Serie A

#### Girone d'andata
| Arbitro: | Bertolio (Torino) |

|                                    |           |  |
| Gaddoni 64’, 77’ Fabbri V 74’, 86’ | Marcatori |  |

| Arbitro: | Dattilo (Roma) |

|              |           |             |
| Viani II 29’ | Marcatori | 72’ Loik II |

| Arbitro: | Fois (Roma) |

|                                                     |           |              |
| Pasinati 1’, 70’, 77’ Tosolini 80’ Tagliasacchi 89’ | Marcatori | 18’ Viani II |

| Arbitro: | Scotto (Savona) |

|               |           |                 |
| Michelini 63’ | Marcatori | 22’ Ferraris II |

| Arbitro: | Galeati (Bologna) |

|                                 |           |                           |
| Castelli 5’, 27’, 86’ Coppa 65’ | Marcatori | 52’ Viani II 72’ Cattaneo |

| Arbitro: | Moretti (Genova) |

|                            |           |             |
| Cattaneo 52’ Michelini 87’ | Marcatori | 17’ Flamini |

| Arbitro: | Mattea (Torino) |

|                |           |                |
| Campatelli 65’ | Marcatori | 71’ Zidarich I |

| Arbitro: | Bertolio (Torino) |

|                                 |           |            |
| Stua 21’ Piana 81’ Cattaneo 88’ | Marcatori | 22’ Degano |

| Arbitro: | Scarpi (Dolo) |

|                |           |                          |
| Piana 40’, 63’ | Marcatori | 7’ Ottino 26’ Del Grosso |

| Arbitro: | Bertolio (Torino) |

|                           |           |               |
| Menti I 42’ Cadregari 86’ | Marcatori | 51’ Michelini |

| Arbitro: | Fois (Roma) |

|              |           |              |
| Cattaneo 26’ | Marcatori | 11’ Andreoli |

| Arbitro: | Carpani (Milano) |

|                 |           |                                      |
| Lushta 30’, 63’ | Marcatori | 20’ Michelini 50’ Piana 89’ Viani II |

| Livorno 18 gennaio 1942 13ª giornata | Livorno         | 0 – 0 | Genova 1893 | Stadio Edda Ciano Mussolini\| Arbitro: \| Mattea (Torino) \| |
| Arbitro:                             | Mattea (Torino) |       |             |                                                              |

| Arbitro: | Bernardi (Bologna) |

|                                                 |           |  |
| Del Bianco 51’ (aut.) Pantó 55’ Amadei 69’, 77’ | Marcatori |  |

| Arbitro: | Scorzoni (Bologna) |

|  |           |                |
|  | Marcatori | 10’, 83’ Boffi |

#### Girone di ritorno
| Arbitro: | Biancone (Roma) |

|                                  |           |              |
| Grassi 14’ Viani II 49’ Stua 65’ | Marcatori | 44’ Corbelli |

| Arbitro: | Ciamberlini (Sampierdarena) |

|                  |           |           |
| Loik II 58’, 72’ | Marcatori | 40’ Piana |

| Arbitro: | Donati (Milano) |

|            |           |  |
| Grassi 13’ | Marcatori |  |

| Arbitro: | Scarpi (Dolo) |

|             |           |  |
| Borel I 30’ | Marcatori |  |

| Arbitro: | Scorzoni (Bologna) |

|                         |           |  |
| Piana 21’ Michelini 43’ | Marcatori |  |

| Arbitro: | Scarpi (Dolo) |

|                          |           |  |
| Piola 1’, 34’ Pisa I 71’ | Marcatori |  |

| Arbitro: | Fois (Roma) |

|                                    |           |  |
| Piana 25’ Grassi 44’ Michelini 85’ | Marcatori |  |

| Arbitro: | Bertolio (Torino) |

|                     |           |  |
| Penzo 23’ Rallo 83’ | Marcatori |  |

| Arbitro: | Scotto (Savona) |

|                        |           |  |
| Neri 1’, 31’ Capra 36’ | Marcatori |  |

| Arbitro: | Dattilo (Roma) |

|                           |           |  |
| Traversa 57’ Viani II 64’ | Marcatori |  |

| Arbitro: | Ciamberlini (Sampierdarena) |

|                                                          |           |              |
| Nardi 7’, 39’ Puricelli 23’, 30’, 32’, 71’ Reguzzoni 87’ | Marcatori | 64’ Viani II |

| Arbitro: | Fois (Roma) |

|             |           |                 |
| Viani II 3’ | Marcatori | 33’, 80’ Parola |

| Arbitro: | Mattea (Torino) |

|                                        |           |              |
| Ispiro 77’, 83’ Barbieri II 89’ (rig.) | Marcatori | 15’ Viani II |

| Arbitro: | Galeati (Bologna) |

|  |           |                      |
|  | Marcatori | 24’ Pantó 81’ Amadei |

| Arbitro: | Biancone (Roma) |

|  |           |                       |
|  | Marcatori | 3’ Piana 49’ Viani II |

### Coppa Italia

#### Sedicesimi di finale
| Arbitro: | Moretti (Genova) |

|                                                        |           |                  |
| Ballarin I 27’ (aut.) Viani II 38’, 89’ Zidarich I 66’ | Marcatori | 41’ Tagliasacchi |

#### Ottavi di finale
| Arbitro: | Dellarole (Vercelli) |

|                          |           |                                                               |
| Viani II 8’ Angelini 22’ | Marcatori | 24’ Puricelli 48’ Reguzzoni 83’ (aut.) Paolinelli 85’ Biavati |

## Statistiche

### Statistiche di squadra
| Competizione | Punti | In casa | In casa | In casa | In casa | In casa | In casa | In trasferta | In trasferta | In trasferta | In trasferta | In trasferta | In trasferta | Totale | Totale | Totale | Totale | Totale | Totale | DR  |
| Competizione | Punti | G       | V       | N       | P       | Gf      | Gs      | G            | V            | N            | P            | Gf           | Gs           | G      | V      | N      | P      | Gf     | Gs     | DR  |
| ------------ | ----- | ------- | ------- | ------- | ------- | ------- | ------- | ------------ | ------------ | ------------ | ------------ | ------------ | ------------ | ------ | ------ | ------ | ------ | ------ | ------ | --- |
| Serie A      | 24    | 15      | 7       | 5       | 3       | 22      | 14      | 15           | 2            | 1            | 12           | 13           | 43           | 30     | 9      | 6      | 15     | 35     | 57     | -22 |
| Coppa Italia |       | 2       | 1       | 0       | 1       | 6       | 5       | -            | -            | -            | -            | -            | -            | 2      | 1      | 0      | 1      | 6      | 5      | +1  |
| Totale       | -     | 17      | 8       | 5       | 4       | 28      | 19      | 15           | 2            | 1            | 12           | 13           | 43           | 32     | 10     | 6      | 16     | 41     | 62     | -21 |

### Statistiche dei giocatori[2]
| Giocatore          | Serie A  | Serie A | Coppa Italia | Coppa Italia | Totale   | Totale |
| Giocatore          | Presenze | Reti    | Presenze     | Reti         | Presenze | Reti   |
| ------------------ | -------- | ------- | ------------ | ------------ | -------- | ------ |
| A. Alfonso         | 13       | 0       | 2            | 0            | 15       | 0      |
| S. Angelini        | 2        | 0       | 2            | 1            | 4        | 1      |
| A. Assirelli       | 27       | -53     | -            | -            | 27       | -53    |
| R. Bonaccorsi (I)  | 4        | 0       | -            | -            | 4        | 0      |
| M. Bonaccorsi (II) | 1        | 0       | -            | -            | 1        | 0      |
| O. Capaccioli      | 29       | 0       | 2            | 0            | 31       | 0      |
| A. Cattaneo        | 16       | 4       | 1            | 0            | 17       | 4      |
| F. Del Bianco      | 28       | 0       | 2            | 0            | 30       | 0      |
| P. Del Buono       | 16       | 0       | -            | -            | 16       | 0      |
| S. Grassi          | 8        | 3       | -            | -            | 8        | 3      |
| C. Guarnieri       | 3        | 0       | 1            | 0            | 4        | 0      |
| M. Magrini         | 2        | 0       | -            | -            | 2        | 0      |
| D. Michelini       | 29       | 6       | 2            | 0            | 31       | 6      |
| J. Paolinelli      | 2        | 0       | 2            | 0            | 4        | 0      |
| T. Piana           | 23       | 8       | -            | -            | 23       | 8      |
| B. Rossi           | 8        | 0       | -            | -            | 8        | 0      |
| P. Silingardi      | 3        | -4      | 2            | -5           | 5        | -9     |
| L. Spagnoli        | 1        | 0       | 1            | 0            | 2        | 0      |
| M. Stua            | 24       | 2       | -            | -            | 24       | 2      |
| R. Tori            | 27       | 0       | -            | -            | 27       | 0      |
| T. Traversa        | 22       | 1       | 1            | 0            | 23       | 1      |
| V. Viani (II)      | 19       | 10      | 2            | 3            | 21       | 13     |
| M. Zidarich (I)    | 23       | 1       | 2            | 1            | 25       | 2      |